# Wisła Płock (piłka nożna) w sezonie 2015/2016

## Miejsca w tabeli
| 1 | 2 | 3 | 4 | 5  | 6 | 7 | 8 | 9 | 10 | 11 | 12 | 13 | 14 | 15 | 16 | 17 | 18 | 19 | 20 | 21 | 22 | 23 | 24 | 25 | 26 | 27 | 28 | 29 | 30 | 31 | 32 | 33 | 34 |
| 7 | 8 | 4 | 8 | 14 | 8 | 5 | 2 | 4 | 3  | 4  | 3  | 1  | 2  | 1  | 1  | 1  | 1  | 1  | 1  | 1  | 1  | 1  | 2  | 2  | 2  | 2  | 2  | 2  | 2  | 2  | 2  | 2  | 2  |

## Ilość widzów
Uwaga!
Meczem 30. kolejki miała być rywalizacja Wisły Płock z Dolcanem Ząbki, który wycofał się jednak po rundzie jesiennej. W związku z tym mecz się nie odbył i przyznano drużynie z Płocka walkowera.

## Kadra

### runda jesienna
| Nr         | Kraj      | Zawodnik             | Poprzedni klub             |
| Bramkarze  | Bramkarze | Bramkarze            | Bramkarze                  |
| ---------- | --------- | -------------------- | -------------------------- |
| 28         | Polska    | Bartosz Kaniecki     | Lechia Gdańsk              |
| 87         | Polska    | Seweryn Kiełpin      | Ruch Radzionków            |
| Obrońcy    |           |                      |                            |
| 2          | Polska    | Patryk Stępiński     | Widzew Łódź                |
| 14         | Serbia    | Marko Radić          | MFK Ružomberok             |
| 20         | Polska    | Cezary Stefańczyk    | Bogdanka Łęczna            |
| 25         | Polska    | Przemysław Szymiński | Rozwój Katowice            |
| Pomocnicy  |           |                      |                            |
| 3          | Polska    | Maciej Kostrzewa     | Lechia Gdańsk              |
| 5          | Polska    | Bartłomiej Sielewski | Piast Gliwice              |
| 6          | Polska    | Przemysław Lech      | Wisła Kraków               |
| 7          | Polska    | Damian Piotrowski    | Chrobry Głogów             |
| 8          | Polska    | Piotr Darmochwał     | Stomil Olsztyn             |
| 9          | Polska    | Arkadiusz Reca       | Flota Świnoujście          |
| 10         | Polska    | Jakub Bąk            | GKS Tychy                  |
| 16         | Polska    | Fabian Hiszpański    | wychowanek                 |
| 17         | Polska    | Adam Radwański       | Mazowsze Płock             |
| 18         | Polska    | Piotr Wlazło         | Radomiak Radom             |
| 21         | Polska    | Maksymilian Rogalski | Pogoń Szczecin             |
| 23         | Polska    | Piotr Mroziński      | Widzew Łódź                |
| 89         | Polska    | Wojciech Łuczak      | Górnik Zabrze              |
| Napastnicy |           |                      |                            |
| 11         | Polska    | Mikołaj Lebedyński   | Podbeskidzie Bielsko-Biała |
| 19         | Polska    | Paweł Łysiak         | VfL Wolfsburg (juniorzy)   |
| 33         | Czechy    | Lukáš Kubus          | FK Poprad                  |
| 41         | Bułgaria  | Dimityr Iliew        | Łokomotiw Sofia            |

## Mecze

### Sparingi

#### runda jesienna
| 4 lipca 2015 | Wisła Płock | 0:1   | Legionovia Legionowo |                        |
| 12:00        |             | (0:0) | Samuelson Odunka 51' | Świerczynek k. Drobina |

| 8 lipca 2015 | Warta Poznań                 | 1:1   | Wisła Płock          |            |
| 11:00        | Wojciech Onsorge 29' (karny) | (1:1) | Piotr Darmochwał 45' | Międzychód |
| 11:00        | Maciej Kostrzewa             | (1:1) |                      | Międzychód |

| 11 lipca 2015 | Wisła Płock                                    | 2:0   | Bytovia Bytów |                                                                        |
| 13:00         | Jakub Bąk 26' (karny) · Mikołaj Lebedyński 84' | (1:0) |               | Stadion Dyskobolii Grodzisk Wielkopolski Grodzisk Wielkopolski, Polska |
| 13:00         | Maksymilian Rogalski                           | (1:0) |               | Stadion Dyskobolii Grodzisk Wielkopolski Grodzisk Wielkopolski, Polska |

| 16 lipca 2015 | Wisła Płock | 0:1   | Olimpia Grudziądz |           |
| 12:00         |             | (0:0) | Fabian Pawela 89' | gospodarz |

### I liga

#### runda jesienna
| 2 sierpnia 2015 | Zagłębie Sosnowiec | 0:1   | Wisła Płock              |           |
| 18:00           |                    | (0:1) | Maksymilian Rogalski 41' | gospodarz |

| 9 sierpnia 2015 | Wisła Płock | 0:2   | Arka Gdynia                            |           |
| 18:00           |             | (0:1) | Rafał Siemaszko 18' · Paweł Abbott 90' | gospodarz |

| 15 sierpnia 2015 | MKS Kluczbork     | 1:2   | Wisła Płock                                |                              |
| 17:00            | Michał Kojder 44' | (1:0) | Dimityr Iliew 49' · Mikołaj Lebedyński 85' | Stadion Miejski w Kluczborku |

| 22 sierpnia 2015 | Wisła Płock | 0:2   | Pogoń Siedlce                         |           |
| 19:00            |             | (0:0) | Adam Duda 62' · Konrad Wrzesiński 84' | gospodarz |

| 26 sierpnia 2015 | Miedź Legnica         | 1:0   | Wisła Płock |           |
| 18:00            | Grzegorz Bartczak 90' | (0:0) |             | gospodarz |

| 29 sierpnia 2015 | Wisła Płock                                 | 2:0   | GKS Bełchatów |           |
| 19:00            | Wojciech Łuczak 61' · Damian Piotrowski 80' | (0:0) |               | gospodarz |

| 5 września 2015 | Sandecja Nowy Sącz  | 1:3   | Wisła Płock                                     |           |
| 18:00           | Mateusz Bartków 37' | (1:0) | Cezary Stefańczyk 51' · Arkadiusz Reca 56', 83' | gospodarz |

| 12 września 2015 | Wisła Płock                                 | 3:0   | Olimpia Grudziądz |           |
| 19:00            | Mikołaj Lebedyński 44' · Jakub Bąk 68', 90' | (1:0) |                   | gospodarz |

| 19 września 2015 | Rozwój Katowice                             | 2:1   | Wisła Płock            |                          |
| 15:00            | Łukasz Winiarczyk 13' (k.) · Patryk Kun 57' | (1:0) | Mikołaj Lebedyński 76' | Stadion Rozwoju Katowice |

| 26 września 2015 | Wisła Płock                                 | 2:1   | Bytovia Bytów          |           |
| 18:00            | Arkadiusz Reca 26' · Mikołaj Lebedyński 76' | (1:0) | Mateusz Klichowicz 75' | gospodarz |

| 4 października 2015 | Stomil Olsztyn         | 1:1   | Wisła Płock            |           |
| 12:45               | Grzegorz Lech 45' (k.) | (1:0) | Mikołaj Lebedyński 86' | gospodarz |

| 10 października 2015 | Wisła Płock                                  | 2:1   | Chojniczanka Chojnice  |           |
| 17:00                | Wojciech Łuczak 44' · Mikołaj Lebedyński 75' | (1:0) | Łukasz Kosakiewicz 90' | gospodarz |

| 17 października 2015 | Dolcan Ząbki | 0:1   | Wisła Płock          |                     |
| 18:00                |              | (0:0) | Piotr Darmochwał 53' | Dozbud Arena, Ząbki |

| 25 października 2015 | Wisła Płock | 0:1   | Chrobry Głogów     |           |
| 12:45                |             | (0:1) | Damian Sędziak 23' | gospodarz |

| 31 października 2015 | Zawisza Bydgoszcz  | 1:3   | Wisła Płock                                                         |           |
| 15:00                | Jakub Smektała 43' | (1:2) | Arkadiusz Reca 17' · Mikołaj Lebedyński 37' · Damian Piotrowski 86' | gospodarz |

| 7 listopada 2015 | Wigry Suwałki     | 1:2   | Wisła Płock                                |           |
| 16:00            | Łukasz Hanzel 22' | (1:2) | Damian Piotrowski 21' · Arkadiusz Reca 38' | gospodarz |

| 13 listopada 2015 | Wisła Płock                | 2:0   | GKS Katowice |           |
| 18:30             | Damian Piotrowski 36', 53' | (1:0) |              | gospodarz |

#### runda wiosenna
| 22 listopada 2015 | Wisła Płock                                                   | 3:1   | Zagłębie Sosnowiec   |           |
| 12:45             | Arkadiusz Reca 7' · Mikołaj Lebedyński 46' · Piotr Wlazło 81' | (1:1) | Grzegorz Fonfara 45' | gospodarz |

| 27 listopada 2015 | Arka Gdynia                                                      | 4:2   | Wisła Płock                 |           |
| 20:30             | Paweł Abbott 29', 48' · Paweł Wojowski 79' · Rafał Siemaszko 82' | (1:1) | Mikołaj Lebedyński 37', 90' | gospodarz |

| 5 marca 2016 | Wisła Płock                                                     | 3:0   | MKS Kluczbork |           |
| 15:00        | Damian Piotrowski 15' · Dimityr Ilijew 40' · Arkadiusz Reca 50' | (2:0) |               | gospodarz |

| 12 marca 2016 | Pogoń Siedlce | 0:0   | Wisła Płock |                          |
| 17:00         |               | (0:0) |             | Stadion ROSSRiT, Siedlce |

| 18 marca 2016 | Wisła Płock                                 | 2:0   | Miedź Legnica |           |
| 20:30         | Damian Piotrowski 34' · Wojciech Łuczak 90' | (1:0) |               | gospodarz |

| 28 marca 2016 | GKS Bełchatów | 2:0   | Wisła Płock                            |                         |
| 20:30         |               | (0:1) | Arkadiusz Reca 2' · Dimityr Ilijew 82' | GIEKSA Arena, Bełchatów |

| 2 kwietnia 2016 | Wisła Płock | 0:0   | Sandecja Nowy Sącz |           |
| 17:00           |             | (0:0) |                    | gospodarz |

| 8 kwietnia 2016 | Olimpia Grudziądz | 1:1   | Wisła Płock            |           |
| 18:00           | Nildo 72' (k.)    | (0:0) | Mikołaj Lebedyński 58' | gospodarz |

| 15 kwietnia 2016 | Wisła Płock                | 1:0   | Rozwój Katowice |           |
| 19:00            | Damian Piotrowski 64' (k.) | (0:0) |                 | gospodarz |

| 23 kwietnia 2016 | Bytovia Bytów         | 1:2   | Wisła Płock                                |                      |
| 18:00            | Michał Jakóbowski 80' | (0:1) | Cezary Stefańczyk 26' · Arkadiusz Reca 52' | Stadion MOSiR, Bytów |

| 29 kwietnia 2016 | Wisła Płock | 0:0   | Stomil Olsztyn |           |
| 20:30            |             | (0:0) |                | gospodarz |

| 8 maja 2016 | Chojniczanka Chojnice                               | 2:1   | Wisła Płock        |           |
| 12:45       | Wojciech Lisowski 11' · Tomasz Mikołajczak 68' (k.) | (1:1) | Arkadiusz Reca 31' | gospodarz |

|  | Wisła Płock | 3:0 (wo.) | Dolcan Ząbki |           |
|  |             |           |              | gospodarz |

| 15 maja 2016 | Chrobry Głogów                         | 2:0   | Wisła Płock |                         |
| 12:45        | Maciej Górski 46' · Kevin Lafrance 61' | (0:0) |             | Stadion Miejski, Głogów |

| 20 maja 2016 | Wisła Płock                                                                                 | 5:0   | Zawisza Bydgoszcz |           |
| 18:00        | Damian Piotrowski 17' · Arkadiusz Reca 51', 63' · Piotr Wlazło 61' · Mikołaj Lebedyński 78' | (1:0) |                   | gospodarz |

| 29 maja 2016 | Wisła Płock | 0:0   | Wigry Suwałki |           |
| 15:00        |             | (0:0) |               | gospodarz |

| 5 czerwca 2016 | GKS Katowice                          | 2:1   | Wisła Płock            |           |
| 15:00          | Tomasz Zahorski 7' · Oskar Stanik 90' | (1:1) | Mikołaj Lebedyński 43' | gospodarz |

### Puchar Polski

#### 1/32 finału
| 25 maja 2015 | Wisła Płock            | 1:2   | Bytovia Bytów                             |           |
| 18:00        | Mikołaj Lebedyński 77' | (0:0) | Shōhei Okuno 60' · Janusz Surdykowski 81' | gospodarz |

## Transfery

### runda jesienna
- Przyszli:  Jakub Bąk (GKS Tychy), Lukáš Kubus (FK Poprad), Przemysław Lech (Wisła Kraków), Wojciech Łuczak (Górnik Zabrze), Paweł Łysiak (VfL Wolfsburg (juniorzy)), Piotr Mroziński (Widzew Łódź), Damian Piotrowski (Chrobry Głogów), Arkadiusz Reca (Flota Świnoujście), Maksymilian Rogalski (Pogoń Szczecin)

- Odeszli:  Jacek Góralski (Jagiellonia Białystok), Dawid Jabłoński (Stal Stalowa Wola), Krzysztof Janus (Zagłębie Lubin), Łukasz Kacprzycki, Paweł Kaczmarek (Znicz Pruszków), Marcin Krzywicki (Dolcan Ząbki), Marcin Kwiatkowski, Paweł Magdoń (Lechia Tomaszów Mazowiecki), Kamil Rozmus (Wigry Suwałki), Piotr Ruszkul (Wigry Suwałki), Damian Szczepański (Legionovia Legionowo), Wojciech Zyska

### runda wiosenna
- Przyszli:

- Odeszli: